# Kurtuluş SK

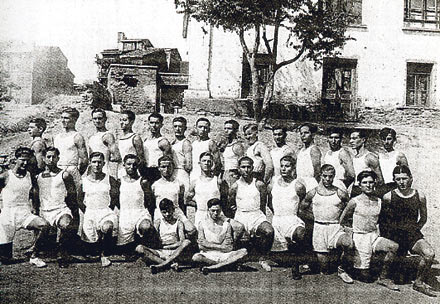
Gymnasten des Vereins

Kurtuluş SK ist ein Sportklub der griechischen Minderheit aus Kurtuluş im Bezirk Şişli der Stadt Istanbul in der Türkei. Er ist der älteste noch heute existierende Sportverein in der Türkei.

## Geschichte
Kurtuluş SK wurde am 1. Januar 1896 unter dem Namen İraklis Jimnastik Kulübü von örtlichen Griechen gegründet. Es war nach Peraspor der wichtigste griechische Sportverein in Istanbul, auch weil es von 1910 bis 1922 an der Organisation der Pan-Konstantinopolitanischen Spiele (Spiele, die unter den griechischen Vereinen in der Stadt organisiert wurden) beteiligt war.
Im Jahre 1906 gewannen zwei Athleten des Vereins, die Gebrüder Georgios und Nikolaos Alimbrandis, zwei Goldmedaillen bei den Olympischen Zwischenspielen von 1906 in Athen jeweils im horizontalen Recken und Hochseilklettern. Bis zu den Griechenverfolgungen im Osmanischen Reich 1914–1923 war der Verein einer der stärksten in der gesamten Hauptstadt des Osmanischen Reiches.
Während der 1930er Jahre wurden Abteilungen für Basketball, Volleyball, Fahrradfahren, Leichtathletik und andere Sportarten gegründet. Athleten aus diesen Vereinszweigen nahmen an örtlichen und internationalen Sportereignissen teil.

## Ehemalige bekannte Spieler
- Minas Gekos, Basketballspieler